# Monastère de Pangphuk
Le monastère de Panphuk est un édifice fondé en 1169 par le 1er Karmapa, alors âgé de 60 ans. Il se situe à Lithang, dans le Kham. Le 16e Karmapa (1924-1981) s'est rendu dans ce monastère dans les années 1940. Selon Phani Bhusan Chakraborty, il y a laissé une empreinte de pied dans la roche,.